# Средін Геннадій Васильович
Геннадій Васильович Средін (5 серпня 1917, місто Казань, тепер Республіка Татарстан, Російська Федерація — 19 серпня 1991, Москва) — радянський військовий діяч, політпрацівник, член Військової ради — начальник Політуправління Прикарпатського військового округу, начальник Військово-політичної академії, генерал-полковник. Депутат Верховної Ради СРСР 9—10-го скликань. Депутат Верховної Ради УРСР 7—8-го скликань. Кандидат у члени ЦК КПУ в 1971—1976 роках. Професор.

## Біографія
Навчався у середній школі № 1 міста Козьмодем'янська Марійської АРСР, керував роботою піонерської і комсомольської організації школи.
У 1935—1940 роках — студент літакобудівного факультету Казанського авіаційного інституту, секретар комітету ВЛКСМ інституту. Закінчив чотири курси. У 1940—1941 роках — слухач Вищої партійної школи при ЦК ВКП(б).
Член ВКП(б) з 1940 року.
У жовтні 1941—1942 р. — інструктор Татарського обласного комітету ВКП(б).
У Червоній армії з травня 1942 року. У 1942 році закінчив курси комісарів і політруків у місті Белебей. Учасник німецько-радянської війни. Служив полковим агітатором 600-го стрілецького полку 147-ї стрілецької дивізії 2-ї ударної армії Волховського фронту, агітатором політвідділу 27-ї армії.
З 1945 року — в політичному управлінні Прикарпатського військового округу. Працював заступником начальника політичного управління округу.
Закінчив Військово-політичну академію імені Леніна.
З 1961 року — член Військової ради — начальник політичного відділу 38-ї армії.
Потім (до 1967) — член Військової ради — начальник політичного управління Південної групи радянських військ.
У грудні 1967 — липні 1972 р. — член Військової ради — начальник політичного управління Прикарпатського військового округу.
У 1972—1974 роках — заступник начальника Головного політичного управління Радянської армії і Військово-морського флоту СРСР. У 1974—1981 роках — 1-й заступник начальника Головного політичного управління Радянської армії і Військово-морського флоту СРСР.
У 1981—1987 роках — начальник Військово-політичної академії імені Леніна.
З 1987 року — у відставці. Був заступником голови Радянського комітету ветеранів Великої Вітчизняної війни.
Проживав у Москві.

## Звання
- майор
- генерал-майор (1962)
- генерал-лейтенант (1967)
- генерал-полковник (1973)

## Нагороди
- орден Леніна (1978)
- орден Жовтневої Революції (1984)
- три ордени Вітчизняної війни 1-го ст. (31.10.1944, 19.05.1945, 11.03.1985)
- орден Вітчизняної війни 2-го ст. (25.08.1943)
- чотири ордени Червоної Зірки
- Орден «За службу Батьківщині у Збройних Силах СРСР» 3-го ступеня
- медалі
- почесний громадянин міста Охтирки (1990)